# Johannes-Baptist-Kirche (Gliwice)

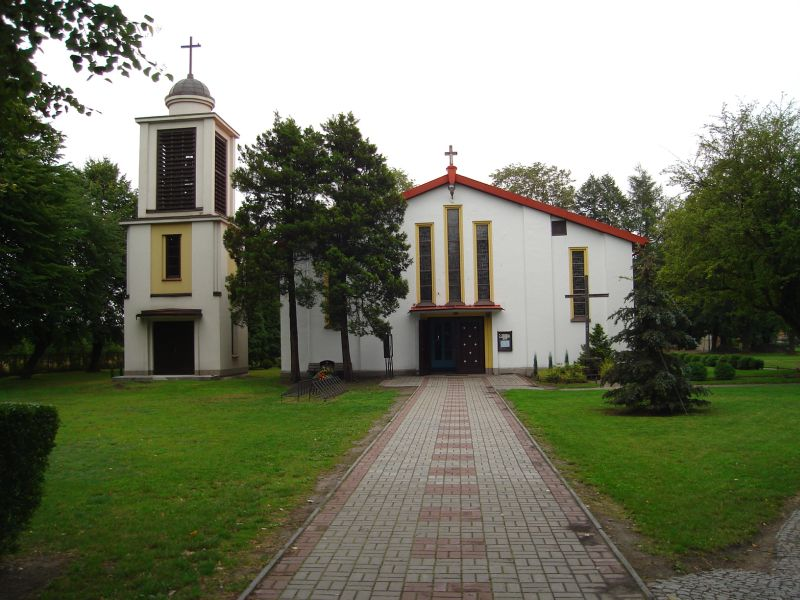
Johannes-Baptist-Kirche

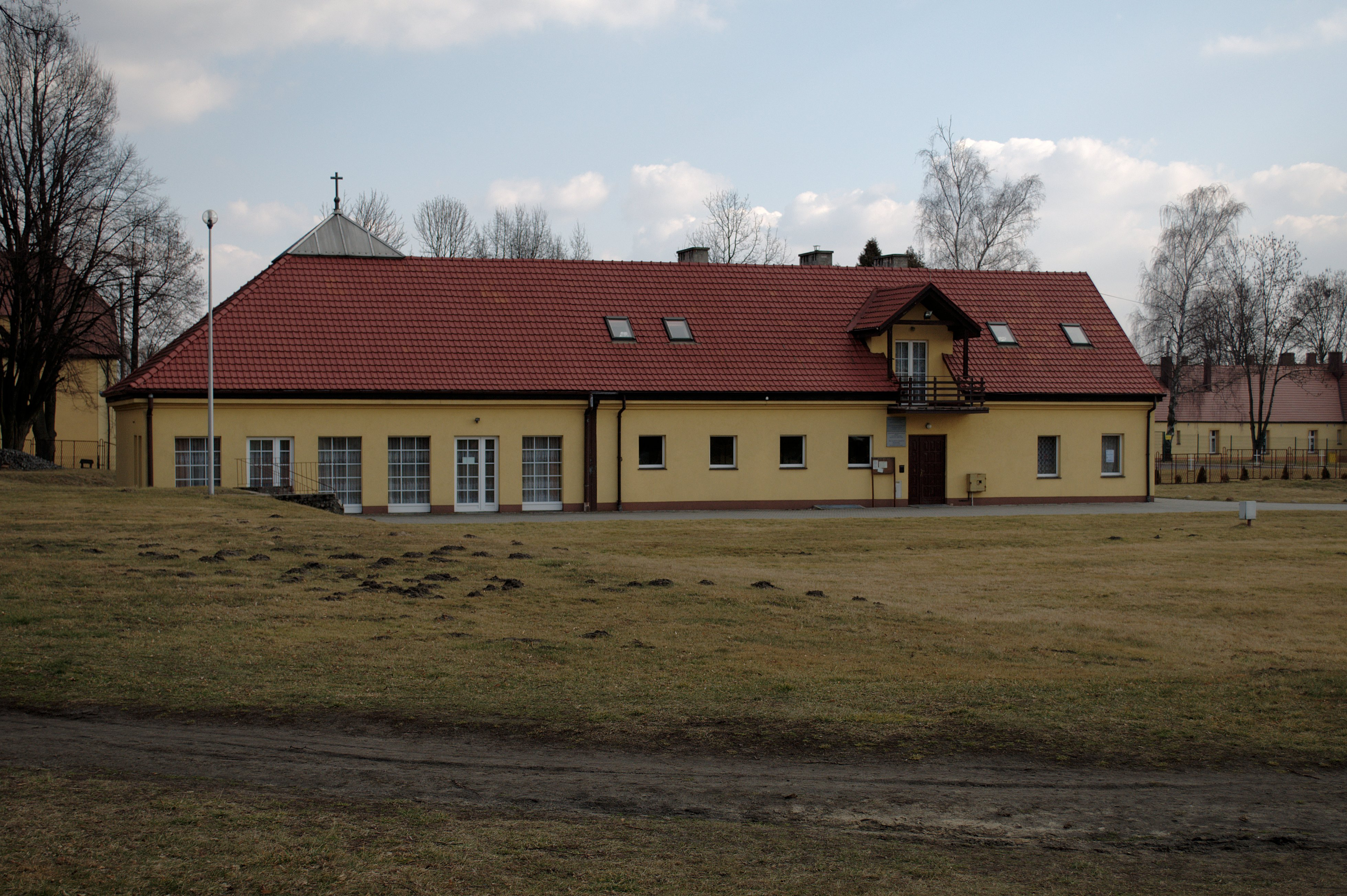
Gemeindehaus

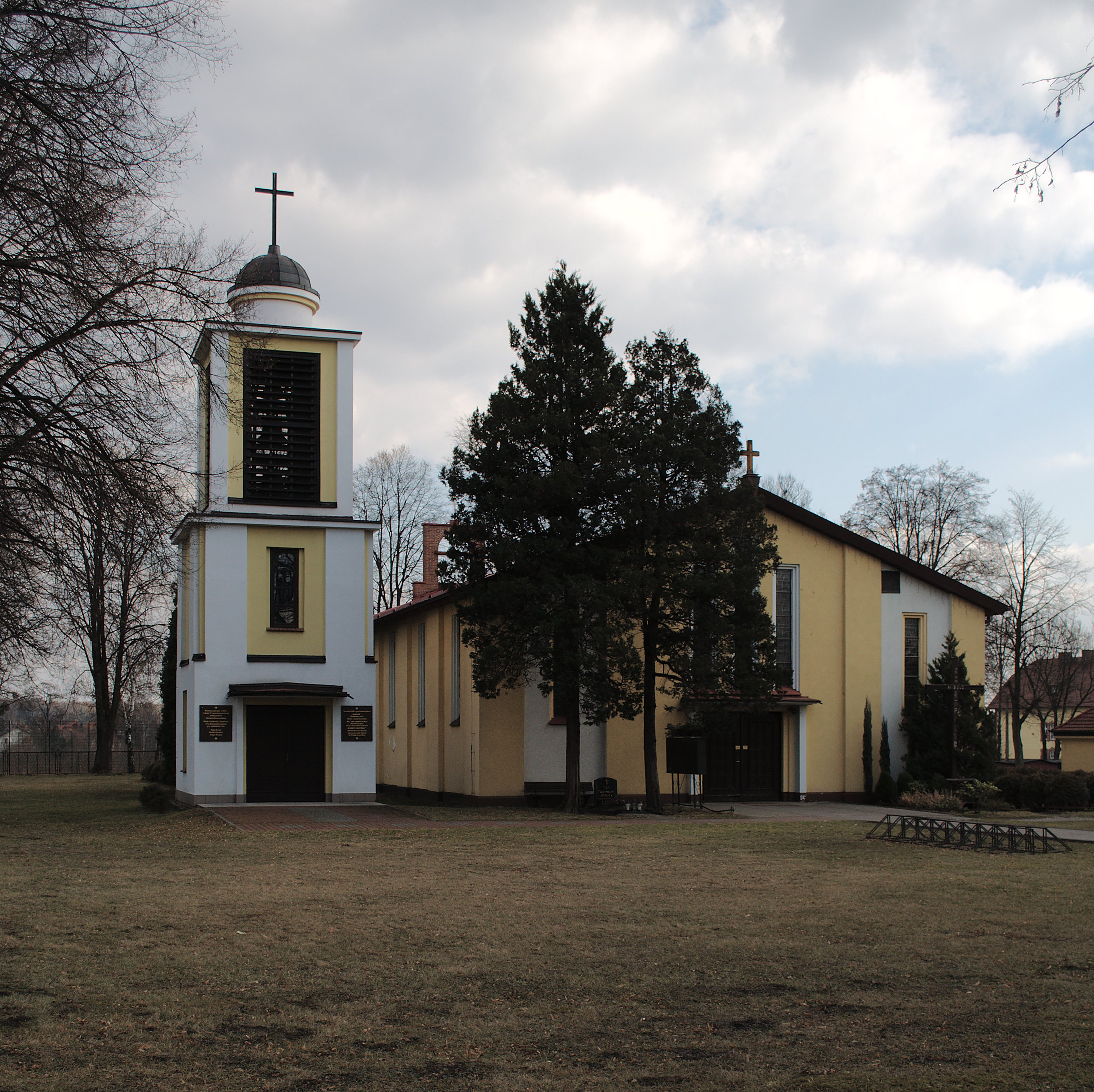
Der Kirchturm

Die Johannes-Baptist-Kirche (polnisch Kościół św. Jana Chrzciciel) im oberschlesischen Gliwice (Gleiwitz) ist eine römisch-katholische Pfarrkirche. Die Kirche im modernen Stil stammt aus dem 20. Jahrhundert und ist dem heiligen Johannes dem Täufer geweiht. Die Johannes-Baptist-Kirche gehört der Pfarrgemeinde Johannes Baptist in Gliwice (Gleiwitz) an, die dem Dekanat Gliwice-Sośnica des Bistums Gliwice (Gleiwitz) zugehörig ist. Sie befindet sich an der Ulica Józefa Elsnera 21 im Stadtteil Żerniki (Zernik).

## Geschichte
Zernik war ursprünglich nach Petersdorf eingepfarrt. Erste Pläne für den Bau einer eigenen Kirche kamen 1912 auf. Nachdem man eine Dominialscheune des Herrenhauses erworben hatte, wurde diese zu einer Notkirche umgebaut. Die schlichte Kirche wurde im Stil der Moderne gestaltet und wurde zur neuen Pfarrkirche von Zernik. Der Entwurf für die Kirche stammte vom örtlichen Baumeister Nawrat. Der ehemalige Speicher wurde in ein Pfarrhaus umgebaut. 1922 wurde der Chorraum nach einem Entwurf von Fischer und Nawratek umgebaut.
Am 6. September 1931 wurde die Kirche durch den Erzbischof von Breslau Kardinal Adolf Bertram im Beisein des Bürgermeisters Geisler geweiht. 1934 spendete der Tischler Markiefka ein hölzernes Missionskreuz. 2006 erhielt die Johannes-Baptist-Kirche einen Kirchturm mit drei Glocken sowie eine neue Sakristei als Verlängerung der Kirche. Die Glocken wurden am Ostersonntag 2006 geweiht. Neu erbaut wurde auch ein Gemeindehaus.

## Architektur
Bei der Johannes-Baptist-Kirche handelt es sich um ein modernes Bauwerk mit einer verputzten Fassade ohne Dekorationselemente. Auf dem Giebel über dem Eingang befindet sich ein Kreuz. Die Kirche besitzt einen einzelnen freistehenden Kirchturm, der nachträglich errichtet wurde, sowie einen kleinen Dachreiter in Form eines Bogens aus Ziegelsteinen mit einer Glocke.
Zur Ausstattung der Kirche gehört ein Altar aus Stein über dem sich ein Triptychon aus Kirchenfenstern befindet und Szenen aus dem Leben Johannes des Täufers zeigt. Außerdem findet man Bilder mit den Stationen des Kreuzwegs und einige hölzerne Heiligenfiguren. Die Kirche besitzt eine Empore auf der sich die Orgel befindet. Die farbigen Kirchenfenster zeigen ebenfalls einige Heiligenbilder. Das Taufbecken aus Stein ist achteckig.